# Galileo (navegació per satèl·lit)

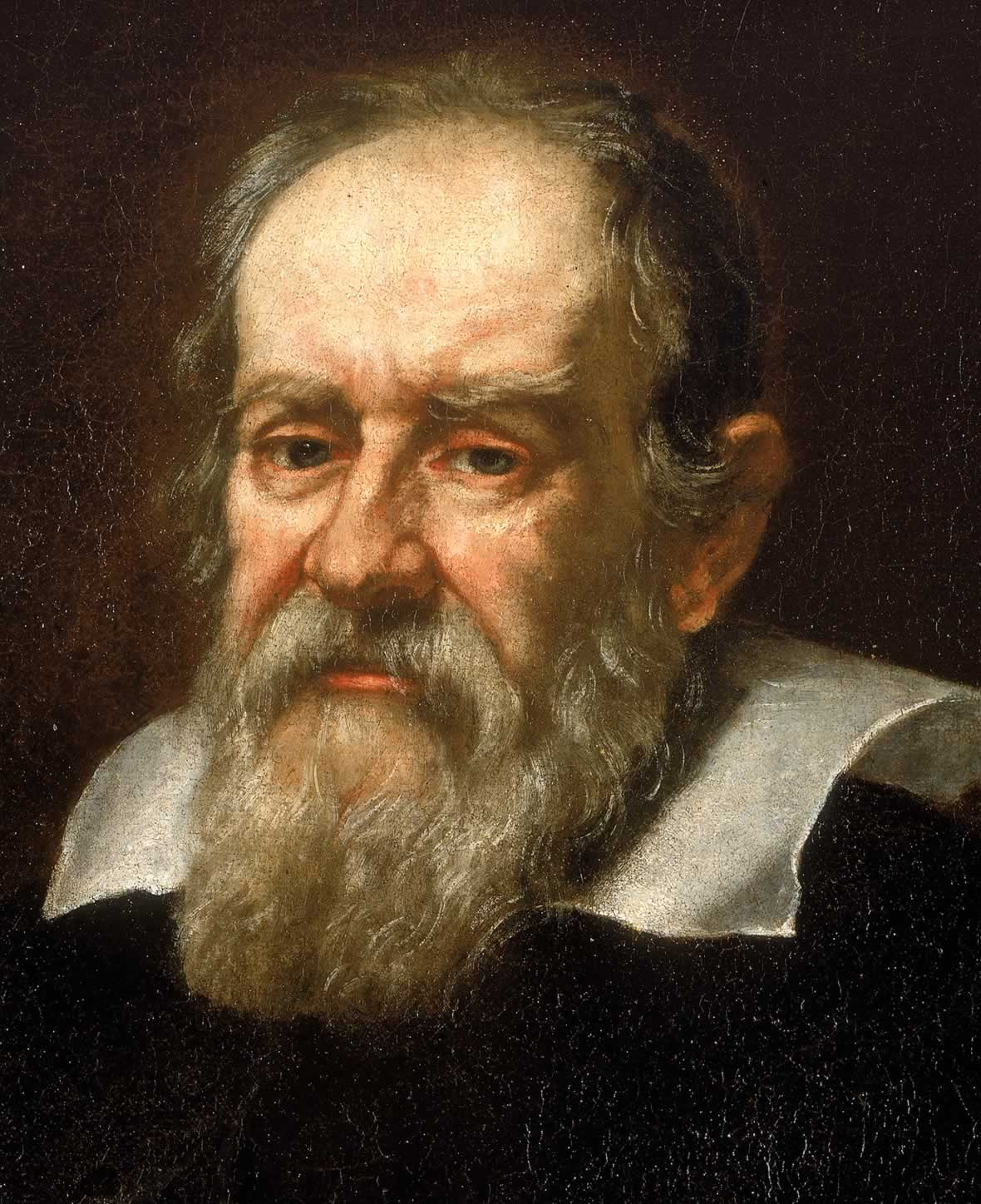
Galileo Galilei.

Galileo és un sistema de navegació per satèl·lit, construït per la Unió Europea (UE) i l'Agència Espacial Europea (ESA), que va iniciar els seus serveis el 15 de desembre de 2016. És un projecte dirigit per l'enginyer català Francesc Xavier Benedicto amb un pressupost de 5.000 milions d'euros que porta el nom de l'astrònom italià Galileo Galilei. Un dels objectius del Galileo és proporcionar un sistema de posicionament d'alta precisió sobre la qual els països europeus poden confiar, independentment dels sistemes GLONASS rus, GPS americà, i Compass xinès, que poden ser deshabilitats en temps de guerra o de conflicte. Les proves del febrer de 2014 van demostrar que la funció de recerca i rescat (SAR) del Galileo, operant com a part del Programa internacional Cospas-Sarsat, permet localitzar el 77% de les ubicacions de socors simulades en l'entorn de 2 km, i el 95% en 5 km.
Galileo utilitza dos centres d'operacions terrestres, el d'Oberpfaffenhofen prop de Múnic a Alemanya i el de Fucino a Ortucchio (Província de L'Aquila) a Itàlia. El desembre de 2010, els ministres europeus a Brussel·les van votar Praga, a la República Txeca, com a seu del projecte Galileo.
Dels quatre satèl·lits necessaris per fixar una posició, requisit per a validar el sistema amb unes proves completes, els dos primers van ser llançats l'any 2011 i els altres dos el 12 d'octubre de 2012. Un cop finalitzada l'anomenada fase de validació en òrbita (In-Orbit Validation o IOV), es llançaren satèl·lits addicionals per a la fase de capacitat d'operació inicial (Initial Operational Capability o IOC) durant cinc anys. La primera determinació d'una posició basada en senyals emesos només des de satèl·lits Galileo va ser assolida el 12 de març de 2013. La finalització del sistema constarà de 30 satèl·lits (27 operacionals i tres recanvis actius) programat pel 2019.
Els serveis de navegació bàsica pretenen ser gratuïts. Galileo té com a objectiu proporcionar les mesures de posició horitzontal i vertical dins de la precisió d'un metre, i millors serveis de posicionament en altes latituds que altres sistemes de posicionament. Com una característica addicional, Galileo proporciona una única funció global de recerca i rescat (search and rescue o SAR). Els satèl·lits estan equipats amb un transponedor per transmetre senyals de socors des del transmissor de l'usuari al Centre de Coordinació de Rescat (Rescue Co-ordination Centre), que després iniciaria l'operació de rescat. Alhora, el sistema proporciona un senyal als usuaris que els informa que la seva situació ha estat detectada i que l'ajuda està en camí. Aquesta última característica és nova i es considera una important actualització en comparació amb els sistemes existents GPS i GLONASS, que no proporcionen informació a l'usuari. L'ús dels serveis bàsics (de baixa precisió) del sistema Galileo serà gratuït i obert a tothom. Les capacitats d'alta precisió estaran disponibles per a usuaris comercials mitjançant pagament i per a ús militar.

## Història

### Objectius principals
El 1999, els diferents conceptes del Galileo (des d'Alemanya, França, Itàlia i el Regne Unit) es van comparar i resumir en un per un equip d'enginyers de tots els quatre països. La primera etapa del programa Galileo es va acordar oficialment el 26 de maig de 2003 per la Unió Europea i l'Agència Espacial Europea.
El sistema està pensat principalment per a ús civil, a diferència dels sistemes dels Estats Units (GPS), Rússia (GLONASS), i la Xina (Beidou-1/2, COMPASS), dissenyats amb finalitats militars: per exemple, els EUA es reserven el dret de limitar la intensitat del senyal o la precisió del GPS, o d'impedir-ne del tot l'ús públic en temps de conflicte, de manera que només les forces armades dels EUA i els seus aliats podrien fer-lo servir. El sistema europeu només estarà subjecte a la parada amb fins militars en condicions extremes. Estarà disponible amb la seva total precisió tant per a usuaris civils com militars.
Fins a l'any 2000 la precisió del senyal GPS disponible per als usuaris no militars fora dels Estats Units va ser deliberadament limitada per un procés de distorsió d'impulsos de temps conegut com a disponibilitat selectiva, una capacitat eliminada dels satèl·lits GPS posteriors.

### Finançament
La Comissió Europea va tenir alguna dificultat en finançar la següent etapa del projecte després de presentar, el novembre de 2001, diversos gràfics de projecció de vendes del projecte suposadament anuals quan, en realitat, les xifres eren projeccions acumulades que, per a cada any projectat, incloïen totes les vendes d'anys anteriors. L'atenció que va merèixer aquest gran error incremental de milers de milions d'euros en les previsions de vendes es va traduir en una presa de consciència general, a la Comissió i altres llocs, que no era probable que el programa produís el retorn de la inversió que prèviament s'havia suggerit als inversors i als prenedors de decisions.
A més, després dels atemptats de l'11 de setembre de 2001, el govern dels Estats Units va escriure a la Unió Europea que s'oposava al projecte, argumentant que es posaria fi a la capacitat dels Estats Units de tancar la navegació per satèl·lit al moment d'operacions militars. El 17 de gener de 2002, un portaveu del projecte va declarar que, com a resultat de la pressió americana i les dificultats econòmiques, «Galileo està gairebé mort».
Uns mesos més tard, però, la situació va canviar radicalment. Els Estats membres de la Unió Europea van decidir que era important comptar amb una infraestructura de posicionament basat en satèl·lits i que els EUA no poguessin desactivar fàcilment en temps de conflicte polític.
La Unió Europea i l'Agència Espacial Europea van acordar, el març de 2002, finançar el projecte, tot esperant una revisió el 2003 (que es va completar el 26 de maig de 2003). El cost inicial per al període que acaba el 2005 es va estimar en 1.100 milions d'euros. Els satèl·lits necessaris (n'hi ha trenta de previstos) serien llançats entre 2011 i 2014, i el sistema estaria en funcionament i sota control civil el 2019. El cost final previst era de 3.000 milions d'euros, incloent-hi la infraestructura terrestre, construïda entre 2006 i 2007. El pla era que les empreses privades i els inversors invertissin almenys dues terceres parts del cost de la implementació, i que la UE i l'ESA es dividirien el cost restant. La base de Servei Obert estaria disponible sense cap cost per a qualsevol persona amb un receptor compatible amb el Galileo, i també hi hauria un Servei Comercial, a un cost indeterminat, amb amplada de banda superior i disposant d'una precisió millorada i xifrada. A principi de 2011, els costos del projecte se situaven un 50% per sobre de les estimacions inicials.

### Cooperació amb els Estats Units
El juny de 2004, en un acord signat amb els Estats Units, la Unió Europea va acordar canviar a una modulació, coneguda com a BOC(1,1) (Binary Offset Carrier 1.1), que permet la coexistència d'ambdós GPS i Galileo, i el futur ús combinat de tots dos sistemes.
La Unió Europea també va estar d'acord en fer front a la «preocupacions mútues relacionades amb la protecció de les capacitats de seguretat nacional aliades i nord-americanes».

### Primers satèl·lits experimentals: GIOVE-A i GIOVE-B
El primer satèl·lit experimental, GIOVE-A, va ser llançat el 2005, seguit per un segon satèl·lit de prova, GIOVE-B, llançat el 2008. Un cop aquesta fase de validació en òrbita (In-Orbit Validation o IOV en anglès) va ser completada, es llançarien la resta de satèl·lits. El 30 de novembre de 2007, els 27 ministres de transport de la UE van acordar que hauria d'estar en funcionament en 2013, però les notes de premsa posteriors van suggerir que es retardaria fins al 2014.

### Nou finançament i problemes governamentals
A mitjan 2006, la col·laboració publicoprivada es va enfonsar, i la Comissió Europea va decidir nacionalitzar el programa Galileo.
A principi de 2007, la UE encara havia de decidir com pagar pel sistema i es va dir que el projecte estava en situació «crisi profunda» degut a la falta de més fons públics. El ministre de transport alemany, Wolfgang Tiefensee, va manifestar els seus dubtes sobre la capacitat del consorci per posar fi a les lluites internes en un moment que tan sols s'havia llançat amb èxit un sol satèl·lit de la fase de proves. El novembre de 2007, es va acordar reassignar fons d'agricultura i d'administració dels pressupostos de la UE i alleujar el procés de licitació per tal de convidar-hi més empreses de la UE.
L'abril de 2008, els ministres de transport europeus van aprovar la Regulació d'Implementació del Galileo (Galileo Implementation Regulation). Això va permetre que 3.400 milions d'euros fossin alliberats dels pressupostos d'agricultura i d'administració de la UE per permetre llançar els contractes per iniciar la construcció de les estacions terrestres i els satèl·lits.
El juny de 2009, el Tribunal de Comptes Europeu va publicar un informe, assenyalant problemes de governança, demores substancials i excessos de pressupost, que va portar un estancament del projecte el 2007, donant lloc a nous retards i fracassos.
L'octubre de 2009, la Comissió Europea va reduir el nombre de satèl·lits definitivament planificats de 28 a 22, amb plans per encarregar els sis restants amb posterioritat. També va anunciar que els primers senyals OS, PRS i SoL estarien disponibles el 2013, i el CS i SOL més tard. El pressupost de 3.400 milions d'euros durant el període 2006–2013 es va considerar insuficient. El 2010, el think tank Open Europe va estimar el cost total de Galileo, des del principi fins a 20 anys després que es completés, sobre uns 22.200 milions d'euros, assumits completament pels contribuents. En virtut de les previsions inicials realitzades el 2000, aquest cost hauria estat de 7.700 milions d'euros, dels quals 2.600 havien de ser pagats pels contribuents i la resta per inversors privats.
El novembre de 2009, es va inaugurar una estació terrestre per al Galileo prop de Kourou (Guaiana Francesa). El llançament dels quatre primers satèl·lits de in-orbit validation (IOV) va ser programat per a la segona meitat de 2011, i el llançament dels satèl·lits de capacitat completament operacional (full operational capability o FOC en anglès) es faria a des a partir de la fi de 2012.
El març de 2010, es va verificar que el pressupost del Galileo només estaria disponible per a proporcionar quatre satèl·lits IOV i catorze FOC el 2014, sense fons compromesos per portar la constel·lació més enllà d'aquest 60% de capacitat. Paul Verhoef, el director del programa de navegació per satèl·lit a la Comissió Europea, va indicar que aquest finançament limitat tindria greus conseqüències: «Perquè et facis una idea, això significaria que durant tres setmanes a l'any no disposaries de navegació per satèl·lit» en referència a la proposta de la constel·lació de divuit naus.
El juliol de 2010, la Comissió Europea va estimar més retards i costos addicionals del projecte d'entre 1.500 i 1.700 milions d'euros, i la data estimada de finalització es va traslladar al 2018. Un cop completat, el sistema hauria de estar subvencionat pels governs amb 750 milions d'Euros anuals. Es van preveure uns 1.900 milions d'euros addicionals per tal que el sistema arribés als 30 satèl·lits (27 operacionals + 3 recanvis actius). El desembre de 2010, els ministres europeus a Brussel·les van votar la ciutat de Praga, en la República Txeca, com a seu del projecte Galileo.
El gener de 2011, els costos d'infraestructura fins al 2020 van ser estimats en uns 5.300 milions d'euros. El mateix mes Wikileaks va revelar que Berry Smutny, el CEO de l'empresa alemanya de satèl·lits OHB-System, havia dit que Galileo «és una idea estúpida que serveix principalment als interessos francesos». La BBC va dir, el 2011, que hi hauria disponibles 500 milions d'euros per a la compra de sis satèl·lits addicionals, aconseguint que Galileo passés, en pocs anys, de 18 satèl·lits operatius a 24.

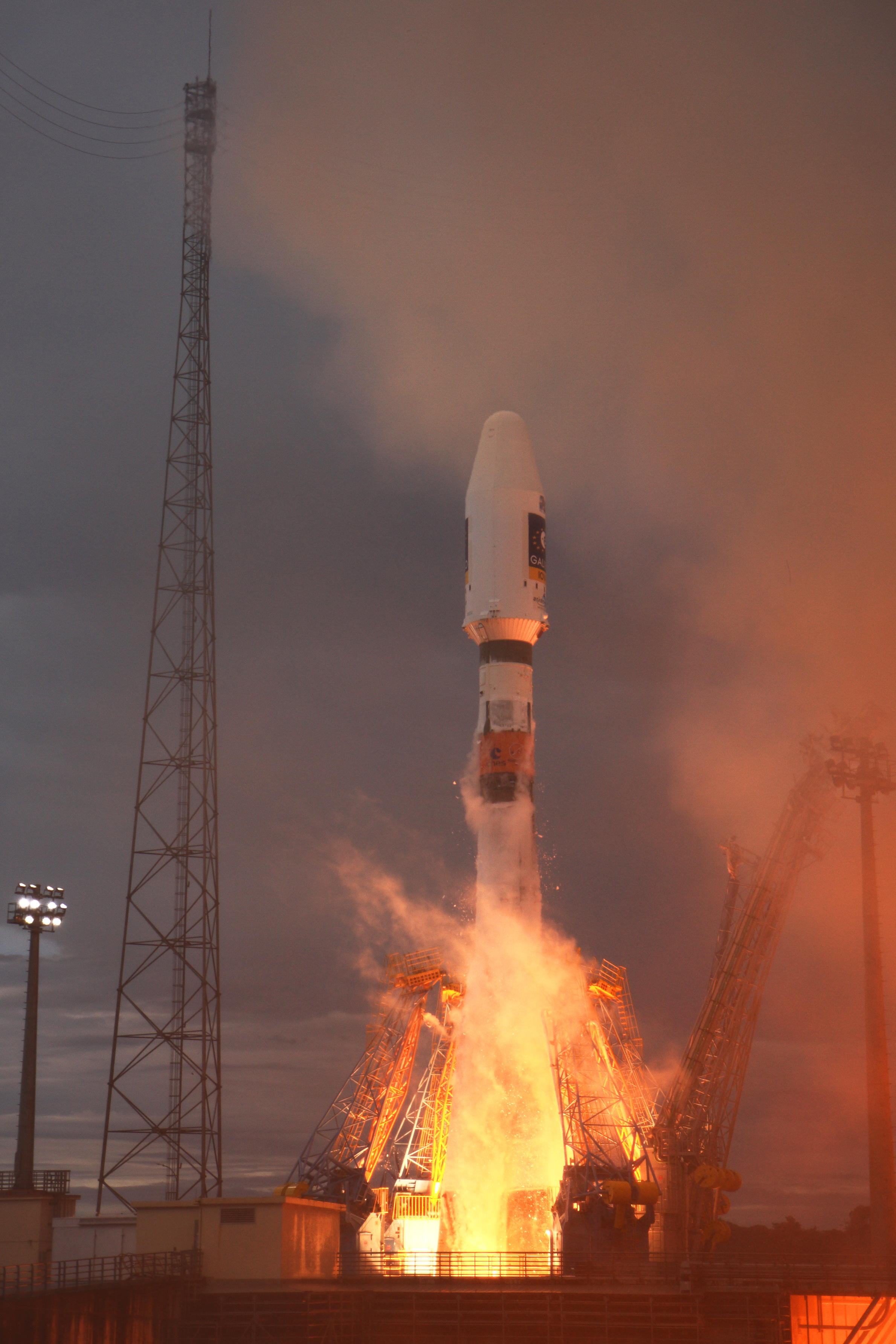
Llançament Galileo en un coet Soiuz, 21 d'octubre de 2011

Els primers dos satèl·lits Galileo de In-Orbit Validation van ser llançats per Soiuz ST-B des del Port Espacial Europeu de Kourou el 21 d'octubre de 2011, i els dos restants el 12 d'octubre de 2012.
El 2012 ja s'havien encarregat els 22 següents satèl·lits, de Full Operational Capability (FOC). Els dos primers es llançarien junts en un coet Soiuz des de la Guaiana Francesa el 22 d'agost de 2014, amb problemes per situar-se en l'orbita correcta. Els llançaments van seguir, quatre amb parelles de satèl·lits entre el 27 de març del 2015 i el 24 de març del 2016. El llançament del 17 de novembre del 2016 en va posar quatre en òrbita, simultàniament, estant previstos per al 2017 i per al 2018 els dos següents llançaments quàdruples.

## Participació internacional
El setembre de 2003, la Xina es va unir al projecte Galileo. La Xina va invertir 230 milions d'euros (US$ 302 milions, GBP 155 milions, CNY 2,34 bilions) en el projecte al llarg dels anys següents. El juliol de 2004 Israel va firmar un acord amb la UE per esdevenir soci en el projecte Galileo.
El 3 de juny de 2005, la UE i Ucraïna van firmar un acord perquè aquest país s'unís al projecte, com es va assenyalar en un comunicat de premsa. Al novembre de 2005, el Marroc també es va unir al programa. El 12 de gener de 2006, Corea del Sud es va unir al programa. A mitjan 2006, l'associació publicoprivada es va enfonsar i la Comissió Europea va decidir nacionalitzar Galileo com un programa de la UE.
El novembre de 2006 es va saber que la Xina havia decidit expandir la funcionalitat del seu sistema de navegació Beidou, fins aleshores una xarxa de satèl·lits geoestacionaris donant cobertura local amb finalitats militars, que passaria a oferir un servei global obert, amb precisió de deu metres, a partir del 2008. Oficialment la Comissió Europea va considerar que això no implicava cap risc per a Galileu. A aquest moviment de la Xina s'hi van sumar els canvis produïts des que, el 2003, els directors de programes de la Comissió Europea havien buscat la seva participació en el projecte —a la recerca del seus diners en efectiu, a curt termini, i, a llarg termini, un accés privilegiat al mercat xinès d'aplicacions de posicionament i temporització— quan Galileo era un desenvolupament del sector privat, amb la participació financera del sector públic. L'any 2010, la nova visió de la Comissió Europea sobre les necessitats en política de seguretat i d'independència tecnològica van portar a desinvitar del Galileo una Xina que ja havia avançat en la construcció del seu propi sistema global, la nova versió Beidou-2, també anomenada Compass. Al Munich Satellite Navigation Summit del 10 de març del 2010, un funcionari del govern xinès va preguntar obertament a la Comissió Europea per què ja no volia treballar amb ells i quan els retornarien la inversió que la Xina havia fet en Galileo. El director del projecte va donar com a explicació els canvis esmentats. De fet, els experts consideren que pràcticament tots els fons pressupostats s'havien gastat a la Xina i que les empreses xineses s'havien quedat tant amb els productes resultants com amb la corresponent propietat intel·lectual.
El 30 de novembre de 2007, els 27 estats membres de la Unió Europea van acordar per unanimitat seguir endavant amb el projecte, amb plans de seus a Alemanya i Itàlia. Espanya no estava d'acord en la votació inicial, però ho va aprovar aquell mateix dia. Això va millorar en gran manera la viabilitat del projecte Galileo: "L'executiu de la UE havia dit prèviament que si l'acord no s'aconseguia el gener de 2008, aquest projecte tan problemàtic seria essencialment mort."
El 3 d'abril de 2009, Noruega també es va unir al programa comprometent 68,9 milions d'euros per als costos de desenvolupament, permetent així que les seves empreses poguessin presentar ofertes per als contractes de construcció. Noruega no és membre de la UE però sí de l'ESA.
El 18 de desembre de 2013, Suïssa va firmar un acord de cooperació per a la participació plena en el programa, amb una contribució retroactiva de 80 milions d'euros pel període 2008-2013. Com a membre de l'ESA, ja havia col·laborat en el desenvolupament dels satèl·lits Galileo, contribuint amb rellotges màser d'hidrogen d'última generació. Per al període 2014-2020, la contribució de Suïssa vindrà determinada segons les fórmules aplicades per a la seva participació en el Programa Marc de Recerca de la UE.

## Implicacions polítiques de projecte Galileo

### Tensió amb els Estats Units

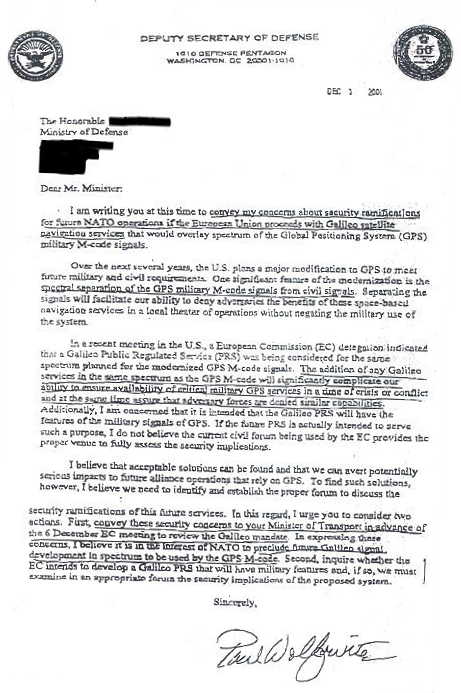
Carta de Paul Wolfowitz als Ministres dels Estats de l'EU el desembre de 2001 com a part de la campanya americana contra el Galileo

Galileo està destinat a ser un GNSS civil europeu que permet a tots els usuaris el seu accés. GPS és un GNSS militar americà que proporciona senyals de localització que compten amb una alta precisió per als usuaris militars dels Estats Units, mentre que també proporciona senyals de localització menys precisos a la resta d'usuaris. El GPS tenia la capacitat per bloquejar els senyals "civils" sense deixar de ser capaç d'utilitzar el senyal "militar" (banda M). Una motivació principal per al projecte Galileo va ser la preocupació europea que els EUA podrien negar als altres l'accés del GPS durant els desacords polítics.
Des que Galileo va ser dissenyat per proporcionar la màxima precisió possible (millor que el GPS) a qualsevol persona, els EUA estaven preocupats que un enemic podria utilitzar els senyals de Galileo en els atacs militars contra els EUA i els seus aliats (algunes armes com els míssils utilitzen sistemes GNSS per al seu guiatge). La freqüència inicialment escollida pel Galileo hauria fet impossible als EUA bloquejar els senyals de Galileo sense també interferir els seus propis senyals GPS. Els EUA no volien perdre la seva capacitat GNSS amb el GPS mentre es negués l'ús d'enemics al GNSS. Alguns funcionaris nord-americans es van preocupar especialment quan es va informar de l'interès de la Xina en el Galileo.
Un funcionari anònim europeu va afirmar que els funcionaris dels Estats Units podrien considerar l'abatiment de satèl·lits Galileo en cas d'un conflicte extrem en el qual s'utilitzés el Galileo en els atacs contra les forces nord-americanes. La postura de la UE és que Galileo és una tecnologia neutral, a disposició de tots els països i per a tothom. Al principi, els funcionaris de la UE no volien canviar els seus plans originals de Galileo, però ja han arribat a un compromís, que Galileo utilitzaria una freqüència diferent. Això va permetre que el bloqueig o l'embús de qualsevol dels sistemes GNSS, no afectaria l'altra (bloqueig del Galileo sense afectar GPS, o a l'inrevés amb GPS sense afectar el Galileo), donant als EUA un avantatge més gran en els conflictes en què es trobi la guerra electrònica com a determinant.

### GPS i Galileo
Una de les raons donades per al desenvolupament de Galileo com un sistema independent va ser que la informació de posició de GPS es pot fer significativament inexacta amb l'aplicació deliberada, per part de l'exèrcit americà, de la disponibilitat selectiva universal (Selective Availability o SA en anglès). GPS s'utilitza àmpliament a tot el món per a aplicacions civils; els defensors de Galileo van argumentar que la infraestructura civil, incloses la de navegació i l'aterratge d'avions, no s'hauria de confiar únicament en un sistema amb aquesta vulnerabilitat.
El 2 de maig de 2000, la disponibilitat selectiva va ser desactivada pel president dels Estats Units, Bill Clinton; a final de 2001 l'entitat gestora del GPS va confirmar que no tenien la intenció de permetre la disponibilitat selectiva mai més. Tot i que encara hi ha la capacitat de disponibilitat selectiva, el 19 de setembre de 2007, el Departament de Defensa dels EUA va anunciar que els satèl·lits GPS nous no serien capaços d'implementar la disponibilitat selectiva; s'afirma que l'onada de satèl·lits Block IIF llançats en 2009, i tots els satèl·lits GPS posteriors, no suporten la disponibilitat selectiva. Com que els satèl·lits vells són reemplaçats en el programa GPS Block IIIA, la disponibilitat selectiva deixarà de ser una opció. El programa de modernització també conté característiques estandarditzades que permeten interoperar els sistemes GPS III i Galileo, de manera que els receptors que es desenvolupin puguin utilitzar alhora el GPS i el Galileo, creant un sistema GNSS encara més precís.

## Descripció final del sistema

### Satèl·lits Galileo
- 30 naus espacials en òrbita (inclosos tres de reserva)
- Altitud orbital: 23.222 km (MEO)
- tres plans orbitals, 56° inclinació, nodes ascendents separats per 120° longitud (9 satèl·lits operatius i un recanvi actiu per pla orbital)
- Vida útil per satèl·lit: >12 anys
- Massa per satèl·lit: 675 kg
- Dimensions: 2,7 m × 1,2 m × 1,1 m
- Conjunt de panells solars: 18,7 m
- Energia dels panells solars: 1,5 kW (fi de vida útil)

### Serveis
El sistema Galileo compta amb cinc serveis principals:
El lliure accés de navegacióDisponible sense càrrec per al seu ús per qualsevol persona amb l'equip adequat per al mercat massiu, calendari simple, i el posicionament de fins a 1 metre. Té un marge d'error de 8m/4m (vertical/horitzontal) o 30m/15m en receptors d'una sola banda (single band), comparable al Navstar GPS.
Navegació comercial (xifrada)Alta precisió al centímetre; servei garantit per al qual els proveïdors de serveis realitzaran càrrecs honoraris. Exemples: assistència a la navegació aèria, serveis de cartografia, etc. Combinat amb emissors terrestres, pot reduir el marge d'error a un màxim de 10cm.
Seguretat vital de la navegacióServei obert, per a aplicacions on la precisió garantida és essencial. Missatges d'integritat en advertir d'un error.
Navegació pública regulada (xifrada)Disponibilitat contínua encara que altres serveis estiguin deshabilitats en temps de crisi; les agències governamentals n'han de ser els usuaris principals. En cas d'error el sistema pot recuperar-se en pocs segons. Destinat a les autoritats de seguretat (policia, exèrcit, etc.), i permetrà en un futur pròxim l'aterratge automàtic.
Recerca i rescatEl sistema pot recollir llocs de balises de socors; és factible enviar comentaris, per exemple, confirmant que l'ajuda està en camí.
Hi ha altres serveis secundaris també disponibles.

### El concepte
Cada satèl·lit té dos rellotges atòmics de rubidi i dos rellotges atòmics de màser d'hidrogen passius, cosa fonamental per a qualsevol sistema de navegació per satèl·lit, i tot un seguit d'altres components. Els rellotges proporcionen un senyal de temporització precís per permetre que un receptor pugui calcular el temps que triga el senyal a arribar-hi. Aquesta informació s'utilitza per calcular la posició del receptor trilaterant la diferència en els senyals rebuts des de múltiples satèl·lits. El Sistema Galileo també consta d'una sèrie d'estacions terrestres que serveixen per determinar la posició exacta de cadascun dels satèl·lits per tal de millorar la precisió del senyal i corregir-ne la trajectòria.
Per obtenir més informació sobre el concepte dels sistemes globals de navegació per satèl·lit, vegeu GNSS i càlcul de posicionament GNSS.

## Sistema de satèl·lits

### Bancs de proves de satèl·lits Galileo: GIOVE

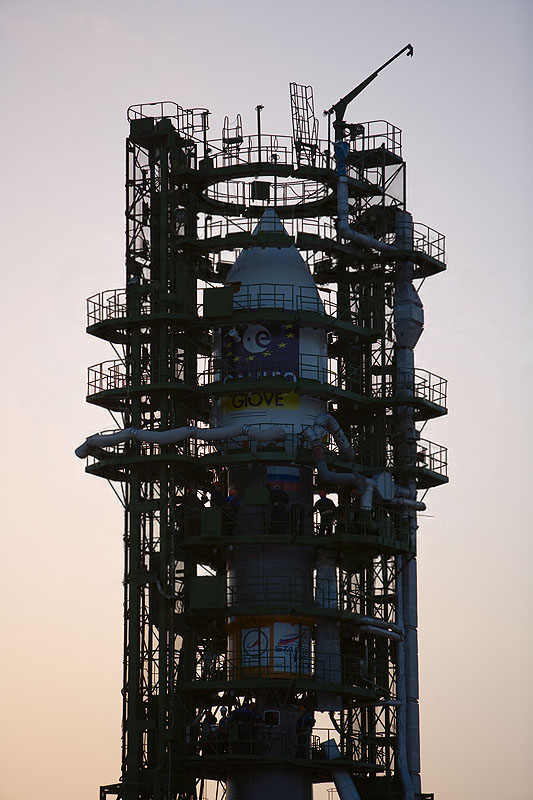
GIOVE-B va ser llançat amb èxit el 27 d'abril de 2008.

El 2004, el projecte Galileo System Test Bed Version 1 (GSTB-V1) va validar els algoritmes terrestres per l'Orbit Determination and Time Synchronisation (OD&TS). Aquest projecte, liderat per l'ESA i European Satellite Navigation Industries, ha proporcionat a la indústria uns coneixements fonamentals per desenvolupar el segment de missió del sistema Galileo.
- GIOVE-A és el primer satèl·lit de proves GIOVE (Galileo In-Orbit Validation Element). Va ser fabricat per Surrey Satellite Technology Ltd (SSTL), i va ser llançat amb èxit el 28 de desembre de 2005 per l'Agència Espacial Europea i la Junta del Galileo. Les operacions del GIOVE-A van assegurar que Galileo compleix amb els requisits d'assignació i reserva de freqüència de la International Telecommunication Union (ITU), un procés que calia completar el juny de 2006.

- GIOVE-B, fabricat per Astrium i Thales Alenia Space, té una capacitat de càrrega més avançada que el GIOVE-A. Va ser llançat amb èxit el 27 d'abril de 2008 a les 22:16 UTC (4,16 am hora Baikonur) a bord d'un coet Soyuz-FG/Fregat proveït per Starsem.

Es va programar originalment un tercer satèl·lit, el GIOVE-A2, construït per SSTL per a ser llançat en la segona meitat de 2008. El muntatge del GIOVE-A2 va ser cancel·lat a causa del llançament i operació amb èxit del GIOVE-B.
El segment de la Missió GIOVE operat per European Satellite Navigation Industries va utilitzar els satèl·lits GIOVE-A/B per proporcionar resultats experimentals, basats en dades reals, que serien utilitzats per mitigar els riscos en els satèl·lits IOV que seguirien als del banc de proves. L'ESA va organitzar una xarxa global d'estacions terrestres per recollir els mesuraments dels GIOVE-A/B amb l'ús de receptors GETR per a un estudi més sistemàtic. Els receptors GETR són subministrats per Septentrio així com els primers receptors de navegació Galileo utilitzats per posar a prova el funcionament del sistema en altres etapes de la seva implementació. L'anàlisi dels senyals de les dades dels GIOVE-A/B ha confirmat l'operació reeixida de tots els senyals de Galileo amb el rendiment de seguiment previst.

### Satèl·litsIn-Orbit Validation(IOV)
Els satèl·lits del banc de proves van ser seguits per quatre satèl·lits Galileo IOV, molt semblants al disseny final dels satèl·lits Galileo. També tenien implementada la funció de Recerca i Rescat. Els dos primers satèl·lits van ser llançats el 21 d'octubre de 2011 des del Centre Espacial Europeu a la Guaiana Francesa utilitzant un llançador Soiuz, i els altres dos el 12 d'octubre de 2012. Això va permetre proves clau de validació, ja que els receptors terrestres, com ara els dels cotxes i els telèfons, necessiten ser "vistos" per un mínim de quatre satèl·lits per poder calcular la seva posició en tres dimensions. Aquests 4 satèl·lits Galileo IOV van ser fabricats per Astrium GmbH i Thales Alenia Space. Un cop finalitzada aquesta fase de In-Orbit Validation (IOV), els satèl·lits restants formarien la Capacitat Operacional Total (Full Operational Capability).

### Satèl·lits Full Operational Capability (FOC)
El 7 de gener de 2010, es va anunciar el contracte per fabricar els primers 14 satèl·lits FOC a OHB System i Surrey Satellite Technology Limited (SSTL).
Es van construir catorze satèl·lits amb un cost de 566 milions d'euros (£510M; $811M).
Arianespace llança els satèl·lits a un cost de 397 milions d'euros (£358M; $569M).
La Comissió Europea també va anunciar que el contracte de 85 milions d'euros de suport de sistemes, cobrint els serveis industrials requerits per l'ESA per a la integració i validació del sistema Galileo, havia estat adjudicat a Thales Alenia Space. Thales Alenia Space subcontracta Astrium GmbH per al rendiment i Thales Communications per a la seguretat.
El febrer de 2012, una comanda addicional de vuit satèl·lits va ser atorgada a OHB Systems per 250 milions d'euros ($327M), oferta que millorava la d'EADS Astrium. Això completava el total de 22 satèl·lits FOC.

### Llista de satèl·lits
Cada satèl·lit porta el nom d'un nen guanyador de la competició de dibuix Galileo de la Comissió Europea. Es va seleccionar un guanyador de cada estat membre de la Unió Europea.
| #                                                                     | Satèl·lit        | Nom        | Data       | Vehicle de llançament | Nom de vol | Estat                      |
| --------------------------------------------------------------------- | ---------------- | ---------- | ---------- | --------------------- | ---------- | -------------------------- |
| 1                                                                     | Galileo-IOV PFM  | Thijs      | 2011-10-21 | Soyuz-2-1b Fregat-MT  | VS01       | Operatiu                   |
| 2                                                                     | Galileo-IOV FM2  | Natalia    | 2011-10-21 | Soyuz-2-1b Fregat-MT  | VS01       | Operatiu                   |
| 3                                                                     | Galileo-IOV FM3  | David      | 2012-10-12 | Soyuz-2-1b Fregat-MT  | VS03       | Operatiu                   |
| 4                                                                     | Galileo-IOV FM4  | Sif        | 2012-10-12 | Soyuz-2-1b Fregat-MT  | VS03       | No disponible              |
| 5                                                                     | Galileo-FOC FM1  | Doresa     | 2014-08-22 | Soyuz-2-1b Fregat-MT  | VS09       | En proves                  |
| 6                                                                     | Galileo-FOC FM2  | Milena     | 2014-08-22 | Soyuz-2-1b Fregat-MT  | VS09       | En proves                  |
| 7                                                                     | Galileo-FOC FM3  | Adam       | 2015-03-27 | Soyuz-2-1b Fregat-MT  | VS11       | Operatiu                   |
| 8                                                                     | Galileo-FOC FM4  | Anastasia  | 2015-03-27 | Soyuz-2-1b Fregat-MT  | VS11       | No disponible temporalment |
| 9                                                                     | Galileo-FOC FM5  | Alba       | 2015-09-11 | Soyuz-2-1b Fregat-MT  | VS12       | Operatiu                   |
| 10                                                                    | Galileo-FOC FM6  | Oriana     | 2015-09-11 | Soyuz-2-1b Fregat-MT  | VS12       | Operatiu                   |
| 11                                                                    | Galileo-FOC FM8  | Andriana   | 2015-12-17 | Soyuz-2-1b Fregat-MT  | VS13       | Operatiu                   |
| 12                                                                    | Galileo-FOC FM9  | Liene      | 2015-12-17 | Soyuz-2-1b Fregat-MT  | VS13       | Operatiu                   |
| 13                                                                    | Galileo-FOC FM10 | Danielė    | 2016-05-24 | Soyuz-2-1b Fregat-MT  | VS15       | Operatiu                   |
| 14                                                                    | Galileo-FOC FM11 | Alizée     | 2016-05-24 | Ariane 5 ES           | VS15       | Operatiu                   |
| 15                                                                    | Galileo-FOC FM7  | Antonianna | 2016-11-17 | Soyuz-2-1b Fregat-MT  | VA233      | Operatiu                   |
| 16                                                                    | Galileo-FOC FM12 | Lisa       | 2016-11-17 | Ariane 5 ES           | VA233      | Operatiu                   |
| 17                                                                    | Galileo-FOC FM13 | Kimberley  | 2016-11-17 | Ariane 5 ES           | VA233      | Operatiu                   |
| 18                                                                    | Galileo-FOC FM14 | Tijmen     | 2016-11-17 | Ariane 5 ES           | VA233      | Operatiu                   |
| 19                                                                    | Galileo-FOC FM15 | Nicole     | 2017-08    | Ariane 5 ES           | VA240      | Posada en servei           |
| 20                                                                    | Galileo-FOC FM16 | Zofia      | 2017-08    | Ariane 5 ES           | VA240      | Posada en servei           |
| 21                                                                    | Galileo-FOC FM17 | Alexandre  | 2017-08    | Ariane 5 ES           | VA240      | Posada en servei           |
| 22                                                                    | Galileo-FOC FM18 | Irina      | 2017-08    | Ariane 5 ES           | VA240      | Posada en servei           |
| 23                                                                    | Galileo-FOC FM19 | Tara       | 2018       | Ariane 5 ES           |            |                            |
| 24                                                                    | Galileo-FOC FM20 | Samuel     | 2018       | Ariane 5 ES           |            |                            |
| 25                                                                    | Galileo-FOC FM21 | Anna       | 2018       | Ariane 5 ES           |            |                            |
| 26                                                                    | Galileo-FOC FM22 | Ellen      | 2018       | Ariane 5 ES           |            |                            |
| 27                                                                    | Galileo-FOC FM23 | Patrick    | 2019+      | falta determinar      |            |                            |
| Referències: Estat dels satèl·lits – Calendari de propers llançaments |                  |            |            |                       |            |                            |

## Projectes vinculats a GALILEO
La Comissió Europea ha anat tenint els denominats "Programes Marc per a la Recerca i el Desenvolupament Tecnològic", abreviats amb les sigles FP1 a FP7 (de "Framework Programme" en anglès), per al finançament de projectes de cooperació internacional que responguin a determinades especificacions. Dins del sisè (FP6, del període 2002-2006) i setè (FP7, del període 2007-2013) d'aquests programes, es van identificar àrees de particular interès per al reconeixement d'usuaris i penetració en el mercat de GALILEO, agrupant en un únic pla integrat les principals iniciatives dins la Unió Europea. En la mateixa línia, el programa successor dels anteriors, el "Programa Marc per a la Recerca i la Innovació" per al període 2014-2020, batejat com a "Horitzó 2020", busca aplicacions de navegació per satèl·lit.
Els projectes realitzats sota aquests paraigües de finançament desenvolupen innovacions que posen en relleu els avantatges de la utilització de GALILEO, i també de EGNOS, així com aplicacions específiques en els diversos segments de GNSS, com ara: serveis basats en la localització (location-based services o LBS); carreteres; aviació; trens; àmbit marítim; agricultura; mapatge i supervisió; temporització i sincronització.
Un dels projectes identificats en el FP6 va ser el projecte AGILE sobre els aspectes tècnics i comercials dels serveis basats en localització (LBS), incloent-hi l'anàlisi tècnica dels beneficis aportats pel Galileo (i EGNOS) i també l'estudi de la hibridació de Galileo amb altres tecnologies de posicionament (basada en xarxa, WLAN, etc.).
Del mateix FP6 va sortir el denominat "Science with GNSS", amb l'acrònim GE06, dirigit a la comunitat científica, per a l'estudi de les possibles aplicacions científiques de la constel·lació Galileo. Un consorci internacional d'universitats i institucions de recerca hi van estar treballant entre juliol del 2006 i març del 2008, coordinats des de Barcelona.
Altres projectes coordinats des de Catalunya han estat o són:
- des de Cerdanyola del Vallès,
  - el LOGIMATIC ("Tight integration of EGNSS and on-board sensors for port vehicle automation")[74]
- des de Barcelona,
  - el projecte 5-LIVES ("Search, Challenge, Fight, Care, Rescue for Lives")[75]
  - el mapKITE ("EGNOS-GPS/GALILEO-based high-resolution terrestrial-aerial sensing system")[76]
  - el HEDGE NEXT ("Helicopter Deploy GNSS in Europe - NEXT")[77]
  - el GSARSED ("GALILEO SAR Service Early Demonstration")[78]
  - el WARTK-EGAL ("Wide-Area Real-Time Kinematics (WARTK) based on EGNOS and Galileo: technical feasibility study")[79]
  - el GISAR ("Galileo Implementation of Search And Rescue interfaces")[80]
  - el SIRAJ ("Galileo Implementation of Search And Rescue interfaces")[80]

## Curiositats

### Monedes
El tema "European Satellite Navigatio" va ser seleccionat com el motiu principal d'una moneda de col·leccionista de 25 € de valor facial: la moneda austríaca commemorativa de la Navegació per Satèl·lit Europea, encunyada l'1 de març de 2006. La moneda té un anell de plata i or-marró de niobi. Al revers, la porció de niobi representa els satèl·lits de navegació en òrbita al voltant de la Terra. L'anell mostra els diferents modes de transport —un avió, un cotxe, un vaixell de contenidors, un tren i un camió— usuaris de la navegació per satèl·lit.

## Per a més informació
- Psiaki, M. L., "Block Acquisition of weak GPS signals in a software receiver", Proceedings of ION GPS 2001, the 14th International Technical Meeting of the Satellite Division of the Institute of Navigation, Salt Lake City, Utah, 11–14 September 2001, pp. 2838–2850.
- Bandemer, B., Denks, H., Hornbostel, A., Konovaltsev, A., "Performance of acquisition methods for Galileo SW receivers", European Journal of Navigation, Vol.4, No. 3, pp 17–9, July 2006
- Van Der Jagt, Culver W. Galileo : The Declaration of European Independence : a dissertation (2002). CALL #JZ1254. V36 2002, Description xxv, 850 p. : ill.; 30 cm. + 1 CD-ROM